# Porto Rico nos Jogos Olímpicos de Inverno de 2022
Porto Rico participou dos Jogos Olímpicos de Inverno de 2022, realizados em Pequim, na China.
Foi a oitava aparição do país em Olimpíadas de Inverno. Foi representado por dois atletas: William Flaherty, no esqui alpino, e Kellie Delka, no skeleton.

## Competidores
Esta foi a participação por modalidade nesta edição:
| Esporte      | Masculino | Feminino | Total |
| ------------ | --------- | -------- | ----- |
| Esqui alpino | 1         | 0        | 1     |
| Skeleton     | 0         | 1        | 1     |
| Total        | 1         | 1        | 2     |

## Desempenho

### Esqui alpino
Masculino
| Atleta           | Evento         | Descida 1 | Descida 1 | Descida 2 | Descida 2 | Total   | Total  | Total | Ref.  |
| Atleta           | Evento         | Tempo     | Pos.      | Tempo     | Pos.      | Tempo   | Dif.   | Pos.  | Ref.  |
| ---------------- | -------------- | --------- | --------- | --------- | --------- | ------- | ------ | ----- | ----- |
| William Flaherty | Slalom         | 1:09.86   | 51        | 1:02.57   | 42        | 2:12.43 | +28.34 | 44    | [ 4 ] |
| William Flaherty | Slalom gigante | 1:20.16   | 48        | 1:21.26   | 38        | 2:41.42 | +32.07 | 40    | [ 5 ] |

### Skeleton
Feminino
| Atleta       | Evento     | 1ª descida | Pos. | 2ª descida | Pos. | 3ª descida | Pos. | 4ª descida  | Pos.        | Total   | Dif. | Pos. | Ref.  |
| ------------ | ---------- | ---------- | ---- | ---------- | ---- | ---------- | ---- | ----------- | ----------- | ------- | ---- | ---- | ----- |
| Kellie Delka | Individual | 1:04.83    | 24   | 1:04.47    | 24   | 1:04.55    | 24   | Não avançou | Não avançou | 3:13.85 | —    | 24   | [ 6 ] |

Legenda
| Recorde mundial      | Recorde mundial (World record)               |                       | Recorde africano                      | Recorde africano (African) |                                           | Q | Classificado por posição (Qualified) |
| Recorde olímpico     | Recorde olímpico (Olympic record)            | Recorde da América    | Recorde da América (Americas)         | q                          | Classificado por melhor tempo (Qualified) |   |                                      |
| Melhor marca do ano  | Melhor marca do ano (World leading)          | Recorde asiático      | Recorde asiático (Asian)              | DNS                        | Não largou (Did not start)                |   |                                      |
| Recorde nacional     | Recorde nacional (National record)           | Recorde europeu       | Recorde europeu (European)            | DNF                        | Não terminou (Did not finish)             |   |                                      |
| Recorde pessoal      | Recorde pessoal do atleta (Personal best)    | Recorde da Oceania    | Recorde da Oceania (Oceania)          | DSQ / DQ                   | Desclassificado (Disqualified)            |   |                                      |
| Recorde da temporada | Recorde da temporada do atleta (Season best) | Recorde sul-americano | Recorde sul-americano (South America) | NM                         | Sem marca (No mark)                       |   |                                      |